# علاء الدين بن عماد الدين
علاءُ الدين عليُّ بن إسماعيلَ بن موسى الدمشقي (7 أكتوبر 1511 - 29 نوفمبر 1563) (15 رجب 917 - 13 ربيع الآخر 971) عالم مسلم شامي من أهل القرن السادس عشر الميلادي/ العاشر الهجري. ولد في دمشق وتلقّى علوماً كثيرةً مختلفةً على نفر كثيرين من الشّيوخ. تولّى مشيخةَ القُرّاء في المدرسة الشاميّة البرّانيّة سنة 1537 ثم تولّى القضاءَ في محكمة الميدانِ خارج دمشق. ثم تولّي نيابة القضاء في الباب (من نواحي حلب) مدّةً طويلةً. زار القدس وبلاد الروم. توفي في مسقط رأسه عن عمر ناهز 52 عامًا. 